# Лојтерод
Лојтерод (њем. Leuterod) општина је у њемачкој савезној држави Рајна-Палатинат. Једно је од 192 општинска средишта округа Вестервалд. Према процјени из 2010. у општини је живјело 853 становника. Посједује регионалну шифру (AGS) 7143042.

## Географски и демографски подаци
Лојтерод се налази у савезној држави Рајна-Палатинат у округу Вестервалд. Општина се налази на надморској висини од 305 метара. Површина општине износи 3,9 km². У самом мјесту је, према процјени из 2010. године, живјело 853 становника. Просјечна густина становништва износи 218 становника/km².